# Belnet
Belnet is het Belgisch computernetwerk voor onderzoeksdoeleinden.
Zowel universiteiten, onderzoeksinstellingen als openbare diensten maken er gebruik van. De werking wordt indirect betaald door de Belgische Staat.